# Elvenking
Gli Elvenking sono un gruppo musicale power metal italiano formatosi a Sacile (Friuli-Venezia Giulia) nel 1997. Tra i gruppi metal italiani più apprezzati in altri Paesi, si caratterizzano per le svariate influenze che compongono il loro sound, fra cui metal, folk, hard rock, pop, rock progressivo e musica classica.

## Storia

### Gli esordi e Heathenreel (1997-2001)
Gli Elvenking vengono formati nel 1997 dai chitarristi Aydan e Jarpen. Nel 1998 entrano nella band il cantante Damnagoras e il batterista Zender. Sin dagli inizi il gruppo suona una combinazione di heavy metal e folk, uniti anche a sonorità più estreme. Nel 2000 gli Elvenking pubblicano il loro primo lavoro, il demo To Oak Woods Bestowed, registrato al New Sin Studios di Loria. Il demo riscuote un discreto successo e la band firma così un contratto con l'etichetta tedesca AFM Records. Sempre nel 2000 il bassista Gorlan entra a fare parte della band.
Nel luglio del 2001 gli Elvenking pubblicano il loro primo full length, intitolato Heathenreel. L'album di debutto della band viene registrato e mixato ai Fredman Studios, in Svezia, da Fredrik Nordstrom. L'album viene accolto da un notevole successo in tutta Europa e gli Skyclad, band che gli Elvenking hanno sempre dichiarato essere una loro grande fonte di ispirazione, li ingaggiano per una serie di concerti insieme.
Il tour di supporto all'album Heathenreel alimenta molto l'interesse nei confronti della band. Dopo alcuni show in Italia, gli Elvenking debuttano all'estero nell'edizione del 2002 dello Sziget Festival, insieme agli Edguy, e al Bloodstock Festival, insieme ai Gamma Ray e ai Blind Guardian.

### Cambio di cantante e WYRD (2002-2004)
Nel 2002 Damnagoras decide di lasciare la band e viene così sostituito da Kleid. Il nuovo frontman abbandona l'approccio molto vocalico di Damna, orientandosi verso sonorità più power metal, che caratterizzeranno molto l'album successivo degli Elvenking. Nel medesimo anno si aggiunge al gruppo anche il violinista Elyghen: da questo punto la presenza fissa di un violinista sarà un grande tratto distintivo della band.
Nell'aprile del 2004 gli Elvenking pubblicano il loro secondo album, WYRD. Registrato e mixato in Germania con Achim Kohler, l'album è ispirato al libro The Way of the Wyrd dello scrittore inglese Brian Bates, il quale ha spesso collaborato con la band nella stesura dei testi. WYRD riesce a replicare il buon successo del predecessore, Heathenreel, dimostrando che gli Elvenking non sono un fenomeno passeggero.
Nonostante la buona popolarità raggiunta i rapporti tesi all'interno del gruppo portano all'abbandono della band da parte di Kleid: sempre nel 2004 il cantante Damnagoras rientra a fare parte degli Elvenking. Tuttavia, alla fine dell'anno, quando il gruppo inizia a lavorare al loro terzo album, il chitarrista Jarpen decide di lasciare il gruppo, ma la band decide di rimanere con un solo chitarrista, Aydan.

### "The Winter Wake" e il successo europeo (2005-2006)
Prolungato il contratto con l'etichetta AFM Records, per tutto il 2005 la band lavora al nuovo album, The Winter Wake. Il terzo full length degli Elvenking viene registrato in Italia e mixato in Finlandia con Nino Laurenne, chitarrista dei Thunderstone, che collaborerà alla realizzazione di gran parte del successivo lavoro degli Elvenking. Pubblicato nel gennaio del 2006, l'album è considerato tuttora il manifesto del sound degli Elvenking, contenendo alcuni fra i più grandi successi del gruppo, tra i quali Trows Kind, Swallowtail, The Wanderer, Rats Are Following, Neverending Nights e la title track The Winter Wake, che vede la collaborazione di Schmier, frontman dei thrashers tedeschi Destruction.
Il tour di supporto a The Winter Wake vede una crescita considerevole del successo della band in Europa, con la partecipazione a festival come Scaligero, Tradate Iron Fest, Dong Open Air (con Finntroll e Skyclad), Rock Hard Festival, nonché la partecipazione al Pestpop Festival con Saxon e Epica. La band viene anche ingaggiata come opening act per i tour europei di Jon Oliva's Pain, Doro Pesch e Sonata Arctica.

### The Scythe (2007-2008)
Terminato il tour la band registra immediatamente il quarto album The Scythe, che viene pubblicato nel settembre 2007. L'album, un concept sulla figura della morte, segna una svolta notevole nel sound degli Elvenking, che introducono elementi death metal e sonorità più moderne a scapito della componente folk, spiazzando una parte dei fan della prima ora. Dall'album viene estratto il singolo The Divided Heart, il cui video riscuote un considerevole successo su YouTube e viene trasmesso dalla MTV tedesca e svedese.
Nel frattempo, la band decide di tornare alla formazione a due chitarre e ingaggia momentaneamente il chitarrista Rafahel.
Il tour di supporto a The Scythe porta la band a esibirsi con Vision Divine, Primal Fear e Gotthard. La band appare anche al Rockin' Field di Milano con i Mago De Oz e debutta negli Stati Uniti all'edizione 2008 del ProgPower Festival di Atlanta.

### Two Tragedy Poets (2008-2009)
Il full length successivo, Two Tragedy Poets (...and a Caravan of Weird Figures), pubblicato nel 2008, segna un ritorno totale della band alle sonorità folk. Quasi interamente acustico, include nuovo materiale e versioni acustiche di alcuni fra i brani più celebri degli album precedenti, nonché la cover di Heaven Is a Place on Earth di Belinda Carlisle. Il successivo tour porta la band in Svizzera, Germania, Paesi Bassi, Repubblica Ceca, Ungheria, Inghilterra, e termina con uno show al celebre Summer Breeze Open Air nel 2009.
All'inizio del 2009 viene ufficializzato l'ingresso nella line-up del chitarrista Rafahel e poco dopo l'ingresso di Lethien a sostituire Elyghen.

### Red Silent Tides (2010-2011)
Gli Elvenking non cessano di sperimentare con il loro sound e, con il produttore tedesco Dennis Ward, realizzano Red Silent Tides. L'album, pubblicato nel 2010, segna una svolta quasi radicale nel sound degli Elvenking, che ridimensionano considerevolmente la componente folk a vantaggio di un power metal più lineare e melodico. La reazione dei fans è contrastante, tuttavia i due singoli estratti The Cabal e Your Heroes Are Dead riscuotono un grande successo su YouTube ed entrano immediatamente fra i classici live della band insieme a brani come Dawnmelting e Runereader.
Il tour di Red Silent Tides porta la band in tutta Europa con Primal Fear e Kissin' Dynamite; segue poi un tour da headliner in Italia.

### Ritorno alle origini e Era (2011-2013)
L'estenuante attività porta nel 2011 all'abbandono dei membri storici Zender e Gorlan. La band si trova così a dovere ricostruire l'intera sezione ritmica e ingaggia Symohn alla batteria e Jakob al basso. La nuova formazione debutta nell'autunno del 2011 durante il 10 Years in Heathenry tour, una serie di date italiane celebrative del decennale del primo album Heathenreel. La band si reca successivamente in Finlandia per registrare con Nino Laurenne il successore di Red Silent Tides. Nella primavera del 2012 gli Elvenking diventano special guest dei Rhapsody Of Fire ai loro concerti in Austria, Repubblica Ceca e Polonia; subito dopo intraprendono un tour estivo con le Crucified Barbara.
Il nuovo album Era, pubblicato nel mese di settembre del 2012, segna un ritorno degli Elvenking alle sonorità folk che caratterizzavano i loro primi lavori; tuttavia l'album è nel complesso estremamente vario e racchiude in sé tutti i generi che hanno influenzato la band negli anni passati. Preceduto di pochi giorni dal video del brano The Loser (che ottiene un discreto successo) l'album Era debutta immediatamente nella top 100 tedesca e riceve reazioni molto positive dalla stampa.
Il tour di supporto si svolge nell'autunno del 2012, poi il gruppo inizia a lavorare sul nuovo album nel mese di ottobre 2013.

### The Pagan Manifesto (2014)
Verso la fine del mese di febbraio 2014 gli Elvenking rendono disponibile in rete il teaser del loro nuovo lavoro, dal titolo The Pagan Manifesto. Il loro ottavo album in studio viene pubblicato il 9 maggio dello stesso anno e contiene il singolo "Elvenlegions", già pubblicato il 21 marzo 2014 e del quale è uscito anche un video ufficiale.

### The Night Of Nights (2015) - Live
Dopo l'uscita dell'ottavo album "The Pagan Manifesto" la band ha suonato molti concerti, e ha deciso di pubblicare il suo primo album dal vivo, registrando il concerto a Pordenone. Questo album live riassume la loro carriera in venticinque brani, i quali sono sia brani famosi sia altri mai suonati live come "Seasonspeech" dell'album Heathenreel. Su YouTube sono presenti i video ufficiali di "Pagan Revolution" e "Seasonspeech" pubblicati da AFM Records.

### Secrets of the Magick Grimoire (2017)
A settembre del 2017 il gruppo annuncia l'entrata nella band del nuovo batterista Lancs e la pubblicazione di un nuovo album, Secrets of the Magick Grimoire, in uscita il 10 novembre dello stesso anno attraverso l'etichetta discografica AFM Records. L'uscita del disco è anticipata dal rilascio di tre singoli, Draugen's Maelstrom il 5 ottobre, The Horned Ghost and the Sorcerer il 20 ottobre e Invoking the Woodland Spirit il 3 novembre.

### Reader Of The Runes - trilogy (2019-)
Nel 2019 gli Elvenking hanno pubblicato il nuovo album, Reader Of The Runes - Divination, attraverso l'etichetta AFM Records preceduto dai singoli Under the Sign of a Black Star, Silverseal e Divination. La band viene inoltre accompagnata nel seguente tour da Headmatt, già conosciuto per essere il chitarrista per le band Feline Melinda e Chaos Factory.
Nel 2023 esce Reader of the Runes - Rapture, seconda parte del concept che si svilupperà in un trilogia. 

## Formazione

### Formazione attuale
- Davide "Damna" Moras - voce (1998-2002) (2004-)
- Federico "Aydan" Baston - chitarra (1997-)
- Fabio "Lethien" Polo - violino (2009-)
- Symohn - batteria (2011-2016, 2019-present)
- Alessandro "Jakob" Jacobi - basso (2011-)
- Mattia "Headmatt" Carli - chitarra (2019-)

### Ex componenti
- Jarpen - chitarra (1997-2004)
- Kleid - voce (2002-2004)
- Elyghen - violino (2002-2009)
- Gorlan - basso (2000-2011)
- Zender - batteria (1998-2011)
- Raffaello "Rafahel" Indri - chitarra (2007-2022)
- Marco "Lancs" Lanciotti - batteria (2016-2022)

## Discografia

### Demo
- 2000 – To Oak Woods Bestowed

### Album in studio
- 2001 – Heathenreel
- 2004 – Wyrd
- 2006 – The Winter Wake
- 2007 – The Scythe
- 2008 – Two Tragedy Poets (...and a Caravan of Weird Figures)
- 2010 – Red Silent Tides
- 2012 – Era
- 2014 – The Pagan Manifesto
- 2017 – Secrets of the Magick Grimoire
- 2019 – Reader of the Runes - Divination
- 2023 – Reader of the Runes - Rapture
- 2025 - Reader Of The Runes - Luna

### Singoli
- 2008 – From Blood to Stone
- 2014 – Elvenlegions
- 2017 – Draugen's Maelstrom
- 2017 – The Horned Ghost and the Sorcerer
- 2017 – Invoking the Woodland Spirit
- 2019 – Under the Sign of a Black Star
- 2019 – Silverseal
- 2019 – Divination
- 2020 – No Prayer for the Dying

### Live
- 2015 – The Night of Nights